# Caobanal 1.ª Sección (Mezcalapa)
Caobanal 1.ª Sección (Mezcalapa) es una localidad del municipio de Huimanguillo ubicado en la subregión de la Chontalpa del estado mexicano de Tabasco.

## Geografía
La localidad de Caobanal 1.ª Sección (Mezcalapa) se sitúa en las coordenadas geográficas 17°38′53″N 93°23′53″O / 17.648056, -93.398056, a una elevación de 35 metros sobre el nivel del mar.

## Demografía
Según el Conteo de Población y Vivienda 2020, efectuado por el Instituto Nacional de Estadística y Geografía, la localidad de Caobanal 1.ª Sección (Mezcalapa) tiene 918 habitantes, de los cuales 451 son del sexo masculino y 467 del sexo femenino. Su tasa de fecundidad es de 2.73 hijos por mujer y tiene 260 viviendas particulares habitadas.
| Gráfica de evolución demográfica de Caobanal 1.ª Sección (Mezcalapa) entre 1910 y 2020 |
|                                                                                        |
| INEGI.                                                                                 |